# Mbouda
Mbouda é uma cidade dos Camarões localizada na província de Oeste. Mbouda é a capital do departamento de Bamboutos.